# هانس لاسين
هانس لاسين (بالدنماركية: Hans J. Lassen)‏ هو سياسي دنماركي، ولد في 16 أغسطس 1926 في Gevninge Parish ‏ في الدنمارك، وتوفي في 8 ديسمبر 2011.